# Université au Maroc
Cette page dresse une liste des universités marocaines, publiques, et privées regroupées par régions et par villes.

## Région de Casablanca-Settat
| Ville      | Nom                                                                       | Sigle  | Date de fondation | Statut             |
| ---------- | ------------------------------------------------------------------------- | ------ | ----------------- | ------------------ |
| Casablanca | Ecole d'Ingénierie en Génie des Systèmes Industriels                      | EIGSI  | 1901              | Privée             |
| Casablanca | Université Hassan II                                                      | UH2C   | 1975              | Publique           |
| Casablanca | Institut Supérieur du Génie Appliqué                                      | IGA    | 1981              | Privée             |
| Casablanca | Institut Supérieur d'Ingénierie et des Affaires                           | ISGA   | 1981              | Privée             |
| Casablanca | Ecole Marocaine des Sciences de l'Ingénieur                               | EMSI   | 1986              | Privée             |
| Casablanca | Hautes Etudes Commerciales et Informatiques                               | HECI   | 1986              | Privée             |
| Casablanca | Institut des hautes études de management                                  | HEM    | 1988              | Privée             |
| Casablanca | Ecole de Management                                                       | ESCA   | 1992              | Privée             |
| Casablanca | Université Mundiapolis Casablanca                                         |        | 1996              | Privée             |
| Casablanca | Ecole Supérieure d'Architecture de Casablanca                             | EAC    | 2004              | Privée             |
| Casablanca | Institut Supérieur du Transport et de la Logistique                       | ISTL   | 2006              | Privée             |
| Casablanca | Hautes études des sciences et techniques de l'ingénierie et du management | HESTIM | 2006              | Privée             |
| Casablanca | École Supérieure de Management et de Gestion des Ressources Humaines      | SUP'RH | 2009              | Privée             |
| Casablanca | Université internationale de Casablanca                                   | UIC    | 2010              | Privée             |
| Casablanca | Ecole Centrale de Casablanca                                              | ECC    | 2013              | Caractère Publique |
| Casablanca | Université Mohammed VI des sciences de la santé                           | UM6SS  | 2014              | Privée             |
| Casablanca | École Supérieure des Sciences Économiques & de Management                 | ESSEM  | 2014              | Privée             |
| Casablanca | Ecole Supérieure en Ingénierie, Télécoms, Management et Génie Civil       | ESTEM  |                   | Privée             |
| Casablanca | Ecole Supérieure des Sciences de la Santé                                 | ESSS   |                   | Privée             |
| Settat     | Université Hassan-Ier                                                     | UHP    | 1997              | Publique           |
| El Jadida  | Université Chouaib Doukkali                                               | UCD    | 1985              | Publique           |

## Région de Rabat-Salé-Kénitra
| Ville   | Nom                                                                                                  | Sigle   | Date de fondation | Statut        |
| ------- | --- | ------- | ----------------- | ------------- |
| Rabat   | Institut Scientifique de Rabat                                                                       | IS      | 1920              | Publique      |
| Rabat   | École Nationale Supérieure de l'Administration                                                       | ENSA    | 1948              | Publique      |
| Rabat   | Université Mohammed V                                                                                | UM5     | 1957              | Publique      |
| Rabat   | Ecole Mohammedia d'Ingenieurs                                                                        | EMI     | 1960              | Publique      |
| Rabat   | Institut national de statistique et d'économie appliquée                                             | INSEA   | 1961              | Publique      |
| Rabat   | Institut national des postes et télécommunications                                                   | INPT    | 1961              | Publique      |
| Rabat   | Institut Supérieur de l'Information et de la Communication                                           | ISIC    | 1969              | Publique      |
| Rabat   | École nationale supérieure des mines de Rabat                                                        | ENSMR   | 1972              | Publique      |
| Rabat   | École des sciences de l'information                                                                  | ESI     | 1975              | Publique      |
| Rabat   | École nationale d'architecture                                                                       | ENA     | 1980              | Publique      |
| Rabat   | Ecole Marocaine des Sciences de l'Ingénieur                                                          | EMSI    | 1986              | Privée        |
| Rabat   | International Institute for Higher Education in Morocco                                              | IIHEM   | 1988              | Privée        |
| Rabat   | École Nationale Supérieure d'Informatique et d'Analyse des Systèmes                                  | ENSIAS  | 1992              | Publique      |
| Rabat   | Institut Supérieur d'Ingénierie et des Affaires                                                      | ISGA    | 1996              | Privée        |
| Rabat   | École supérieure d'optique de Rabat                                                                  | ESOA    | 1997              | Privée        |
| Rabat   | École supérieure de management, d'informatique et de télécommunication                               | SUP MTI | 2006              | Privée        |
| Rabat   | Ecole Marocaine d'Ingénierie                                                                         | EMG     | 2008              | Privée        |
| Rabat   | Université Internationale de Rabat                                                                   | UIR     | 2010              | Privée        |
| Rabat   | Université Mohammed VI Polytechnique                                                                 | UM6P    | 2013              | Privée        |
| Rabat   | Institut Supérieur de Management d'Administration et de Génie Informatique                           | ISMAGI  | 2013              | Privée        |
| Rabat   | École Supérieure des Sciences et Technologies de l'Ingénierie                                        | ESSTI   | 2013              | Privée        |
| Rabat   | Université Internationale Abulcasis des Sciences de la Santé                                         | UIASS   | 2014              | Semi-Publique |
| Rabat   | Institut Spécialisés dans les Métiers de l'Offshoring et les Nouvelles Technologies de l'Information |         |                   |               |
| Rabat   | Université Mohammed VI des Sciences et de la Santé                                                   | UM6SS   |                   |               |
| Rabat   | Institut Supérieur des Hautes Études en Développement Durable                                        | ISHEDD  |                   | Privée        |
| Rabat   | Institut Mohammed VI des Lectures et Etudes Coraniques                                               |         |                   |               |
| Rabat   | École Supérieure de Rabat en Management et Ingénierie                                                | ESRMI   |                   | Privée        |
| Kenitra | Université Ibn-Tofail                                                                                | UIT     | 1989              | Publique      |

## Région de Marrakech-Safi
| Ville     | Nom                                                     | Sigle     | Date de fondation | Statut   |
| --------- | ------------------------------------------------------- | --------- | ----------------- | -------- |
| Marrakech | Université Cadi Ayyad                                   | UCA       | 1978              | Publique |
| Marrakech | Ecole Marocaine des Sciences de l'Ingénieur             | EMSI      | 1986              | Privée   |
| Marrakech | Ecole Supérieure de Commerce                            | Sup de Co | 1987              | Privée   |
| Marrakech | Hautes Etudes Economiques, Commerciales et d'Ingénierie | HEEC      | 1997              | Privée   |
| Marrakech | Université privée de Marrakech Tensift El Haouz         | UPM       | 2005              | Privée   |
| Marrakech | Institut Supérieur d'Ingénierie et des Affaires         | ISGA      | 2005              | Privée   |
| Benguerir | Université Mohammed VI Polytechnique                    | UM6P      | 2013              | Privée   |

## Région de Fès-Meknès
| Ville  | Nom                                                          | Sigle | Date de création | Statut   |
| ------ | ------------------------------------------------------------ | ----- | ---------------- | -------- |
| Fès    | Université Quaraouiyine                                      | UAQ   | 859              | Publique |
| Fès    | Université Sidi Mohamed Ben Abdellah                         | USMBA | 1975             | Publique |
| Fès    | Ecole Des Hautes Etudes Comptables Et Financieres            | HECF  | 2004             | Privée   |
| Fès    | Université Privée de Fès                                     | UPF   | 2006             | Privée   |
| Fès    | Institut Supérieur d'Ingénierie et des Affaires              | ISGA  | 2008             | Privée   |
| Fès    | Ecole Supérieure de Management de Commerce et d'Informatique |       | 1992             | Privée   |
| Fès    | Université Euro-Méditerranéenne de Fès                       | UEMF  | 2014             | Privée   |
| Meknès | Université Moulay-Ismaïl                                     | UMI   | 1989             | Publique |
| Ifrane | Université Al-Akhawayn                                       | AUI   | 1995             | Privée   |

## Région de Tanger-Tétouan-Al Hoceima
| Ville   | Nom                                         | Sigle | Date de création | Statut   |
| ------- | ------------------------------------------- | ----- | ---------------- | -------- |
| Tétouan | Université Abdelmalek Essaâdi               | UAE   | 1989             | Publique |
| Tanger  | Ecole Marocaine des Sciences de l'Ingénieur | EMSI  | 1986             | Privée   |
| Tanger  | École des Nouvelles Sciences et Ingénierie  | ENSIT | 2004             | Privée   |

## Région Souss-Massa
| Ville  | Nom                                                  | Nom  | Date de création | Statut   |
| ------ | ---------------------------------------------------- | ---- | ---------------- | -------- |
| Agadir | Université Ibn Zohr                                  | UIZ  | 1989             | Publique |
| Agadir | Universiapolis - Université Internationale d'Agadir  | UIA  | 1989             | Privée   |
| Agadir | Ecole de Management et d’Administration des Affaires | EMAA | 2008             | Privée   |

## Région de Beni-Mellal-Khénifra
| Ville       | Nom                              | Sigle | Date de création | Statut   |
| ----------- | -------------------------------- | ----- | ---------------- | -------- |
| Béni Mellal | Université Sultan Moulay Slimane | USMS  | 2007             | Publique |

## Région de l'Oriental
| Ville | Nom                                  | Sigle | Date de création | Statut   |
| ----- | ------------------------------------ | ----- | ---------------- | -------- |
| Oujda | Université Mohamed Ier               | UMP   | 1978             | Publique |
| Oujda | Ecole des Hautes études d'Ingénierie | EHEIO | 2009             | Privée   |